# Sonia Viérin
Sonia Viérin, née le 25 octobre 1977 à Aoste, est une skieuse alpine valdôtaine.

## Biographie
Originaire de Gressan, elle est la mère et la fille respectivement des skieuses Sophie Mathiou et Roselda Joux.

## Palmarès
- Coupe du monde de ski alpin 1998-1999 - 67e
- Coupe d'Europe de ski alpin 1994-1995 - 1 victoire, 2 deuxièmes places

### Championnat italien
- 4 médailles
  - 2 argent (1999 ; 2000)
  - 2 bronze (1997 ; 2001)